# Classificació estandarditzada dels nivells educatius establerta per la UNESCO
ISCED o International Standard Classification of Education és la classificació estandarditzada dels nivells educatius establerta per la UNESCO. Fou introduïda en 1976 i posteriorment modificada en 1997 i, més recentment en 2011. Aquests nivells estan dissenyats per servir com a marc per classificar les activitats educatives i les qualificacions resultants en categories acordades internacionalment. Els conceptes i definicions de ISCED/CINE són molt bàsics, per tant, pretenen ser internacionalment vàlids i poder integrar tota la gamma de sistemes d'educació.

## Els Nivells de l'ISCED[1]
- Nivell 0: típicament estan dissenyats amb holística d'aproximació per donar suport a principis desenvolupament cognitives, físiques, socials i emocionals dels nens i introduir els nens petits la socialització fora del context familiar. En el sistema espanyol equival a l'educació infantil.
- Nivell 1: escola primària normalment estan dissenyats per proporcionar als estudiants habilitats bàsiques en lectura, escriptura i matemàtiques i establir una base sòlida per a l'aprenentatge i la comprensió de les àrees bàsiques de coneixement, personal i el desenvolupament social, en la preparació per a l'educació secundària inferior. Es centra en l'aprenentatge en un nivell bàsic de complexitat amb poc nivell d'especialització. Dura un mínim de 5 anys a temps complet. La majoria de països l'organitzen entorn àrees de coneixement àmplies.
- Nivell 2: l'educació secundària inferior, normalment estan dissenyats per aprofitar els resultats d'aprenentatge de nivell ISCED 1. Generalment, l'objectiu és establir les bases per a tota la vida l'aprenentatge i el desenvolupament humà en què els sistemes educatius poden llavors ampliar encara més oportunitats educatives. Alguns sistemes educatius ja poden oferir formació professional. L'educació obligatòria, si existeix, acostuma a cobrir fins a aquest nivell. Pot estar dividit en branques segons el destí posterior dels alumnes. Equivaldria a l'ESO en el sistema espanyol.
- Nivell 3: l'educació secundària superior, estan dissenyats típicament per completar l'educació secundària en la preparació per a l'educació terciària o proporcionar les habilitats pertinents per l'ocupació, o ambdós. Els programes d'aquest nivell ofereixen als estudiants més variat, especialitzat i instrucció en profunditat que els programes dels nivells anteriors. Són més diferenciat, amb un major rang d'opcions i corrents disponibles. Els professors són sovint altament qualificats en les matèries o àmbits d'especialització que ensenyen, especialment en els graus superiors, a partir dels 15 o 16 anys, on prossegueix l'especialització dels coneixements adquirits i s'exigeix una major preparació als docents. Pot estar dividit en branques segons predomniin els sabers tècnics o acadèmics. Equivaldria al batxillerat i als cicles formatius de grau mitjà del sistema espanyol.
- Nivell 4: educació postsecundària no-terciària reforça els coneixements adquirits en l'educació secundària, preparar per incorporar-se al mercat laboral i a l'educació terciària. Les competències, habilitats i coneixements en aquest nivell són per sota del nivell de complexitat que caracteritza a l'educació terciària, que dura entre 6 mesos i 2 anys. En el cas espanyol només existeix en alguns cursos d'especialització en ensenyança elemental de música i dansa.
- Nivell 5: l'educació terciària de cicle curt es basa en part del coneixement adquirit en l'educació secundària, proporcionant aprenentatge en àmbits especialitzats d'activitats d'estudi. Es pretén transmetre l'aprenentatge a un alt nivell de complexitat i especialització. L'educació terciària inclou el que es coneix com a "educació acadèmica", però també inclou formació professional o formació professional avançada. Equivaldria al cicle formatiu de grau superior.
- Nivell 6: educació terciària. Acostuma a incloure una part de recerca. Equival al primer cicle universitari, és a dir, l'actual grau universitari segons el pla bolonya.
- Nivell 7: nivell de mestratge, especialització o equivalent, solen tenir com a principal objectiu impartir al participant de competències acadèmiques i/o professionals avançades que condueixin a un segon títol o certificació. Tot i que no arriben al nivell de doctorat sí que tenen un elevat component d'investigació, estem parlant del màster o postgrau universitari.
- Nivell 8: nivell de doctorat o equivalent, solen tenir com a objectiu principar conduir cap a un títol d'investigació avançada. Els programes d'aquest nivell estan dedicats als estudis avançats i investigacions originals, generalment estan ofertades exclusivament per institucions d'educació superior, universitats.